# العلاقات الرواندية الغواتيمالية
العلاقات الرواندية الغواتيمالية هي العلاقات الثنائية التي تجمع بين رواندا وغواتيمالا.

## مقارنة بين البلدين
هذه مقارنة عامة ومرجعية للدولتين:
| وجه المقارنة                                              | رواندا                                        | غواتيمالا       |
| --------------------------------------------------------- | --------------------------------------------- | --------------- |
| المساحة (كم2)                                             | 26.34 ألف                                     | 108.89 ألف      |
| عدد السكان (نسمة)                                         | 12.21 مليون                                   | 17.26 مليون     |
| الكثافة السكانية (ن./كم²)                                 | 463.55                                        | 158.51          |
| العاصمة                                                   | كيغالي                                        | غواتيمالا       |
| اللغة الرسمية                                             | اللغة الكينيارواندا، لغة إنجليزية، لغة فرنسية | اللغة الإسبانية |
| العملة                                                    | فرنك رواندي                                   | كتزال غواتيمالي |
| الناتج المحلي الإجمالي (بليون دولار)                      | 9.14 مليار                                    | 75.62 مليار     |
| الناتج المحلي الإجمالي (تعادل القوة الشرائية) بليون دولار | 20.46 مليار                                   | 126.21 مليار    |
| الناتج المحلي الإجمالي الاسمي للفرد دولار أمريكي          | 697                                           | 3.90 ألف        |
| الناتج المحلي الإجمالي للفرد دولار أمريكي                 | 1.66 ألف                                      | 7.45 ألف        |
| مؤشر التنمية البشرية                                      | 0.483                                         | 0.627           |
| رمز المكالمات الدولي                                      | +250                                          | +502            |
| رمز الإنترنت                                              | .rw                                           | .gt             |
| المنطقة الزمنية                                           | ت ع م+02:00                                   | 00              |

## منظمات دولية مشتركة
يشترك البلدان في عضوية مجموعة من المنظمات الدولية، منها:
| علم المنظمة | اسم المنظمة                               | تاريخ انضمام رواندا | تاريخ انضمام غواتيمالا |
| ----------- | ----------------------------------------- | ------------------- | ---------------------- |
|             | مؤسسة التنمية الدولية                     | 30 سبتمبر 1963      | 27 أبريل 1961          |
|             | يونسكو                                    | 7 نوفمبر 1962       | 2 يناير 1950           |
|             | وكالة ضمان الاستثمار متعدد الأطراف        | 27 سبتمبر 2002      | 11 يوليو 1996          |
|             | الأمم المتحدة                             | 18 سبتمبر 1962      | 21 نوفمبر 1945         |
|             | الاتحاد البريدي العالمي                   | ?                   | ?                      |
|             | البنك الدولي للإنشاء والتعمير             | 30 سبتمبر 1963      | 28 ديسمبر 1945         |
|             | الاتحاد الدولي للاتصالات                  | 12 ديسمبر 1962      | 10 يوليو 1914          |
|             | منظمة حظر الأسلحة الكيميائية              | ?                   | ?                      |
|             | مؤسسة التمويل الدولية                     | 6 نوفمبر 1975       | 20 يوليو 1956          |
|             | المركز الدولي لتسوية المنازعات الاستشارية | 14 نوفمبر 1979      | 20 فبراير 2003         |
|             | منظمة التجارة العالمية                    | ?                   | ?                      |
|             | منظمة الشرطة الجنائية الدولية             | ?                   | ?                      |

## وصلات خارجية
- موقع وزارة الخارجية الرواندية
- موقع وزارة الخارجية الغواتيمالية